# Nyctemera apensis
Nyctemera apensis är en fjärilsart som beskrevs av Semper 1899. Nyctemera apensis ingår i släktet Nyctemera och familjen björnspinnare. Inga underarter finns listade i Catalogue of Life.